# Eupithecia acosmos
Eupitecia acosmos es una especie de polilla de la familia Geometridae. La especie se puede encontrar distribuido en Kazajistán, Kirguistán, Tayikistán y Turkmenistán. Varios autores, incluyendo Vladimir Mironov y Anthony Galsworthy ubican a esta especie como parte del complejo de especies E. russeliata.